# الأحاديث الزراعية⁩⁩
الأحاديث الزراعية⁩⁩ مجلّة فلسطينية شهرية صدرت باللغة العربية في القدس بين عامي 1937- 1939 في فترة الإنتداب البريطاني. مختصّة بشؤون الزراعة والثروة الحيوانية والسمكية. صدرت المجلة مرة واحدة شهريًا. تذخر المجلة بالعديد من المقالات الموجهة إلى المزارعين لتحسين الظروف الزراعية وتحسين جودة حفظ البذور وحراثة الأرض، كما تُعنى بزيادة الثروة الحيوانية في البلاد وتحسين ظروف تربيتها. صدرت المجلة ما بين عامي 1937- 1939، وكانت تصدر من مدينة القدس عن دائرة الزراعة ومصائد الأسماك.